# Karl Ludwig Hassmann
Pour les articles homonymes, voir Hassmann.
Karl Ludwig Hassmann (né le 3 janvier 1869 à Vienne, mort le 13 mai 1933 dans la même ville) est un peintre autrichien.

## Biographie

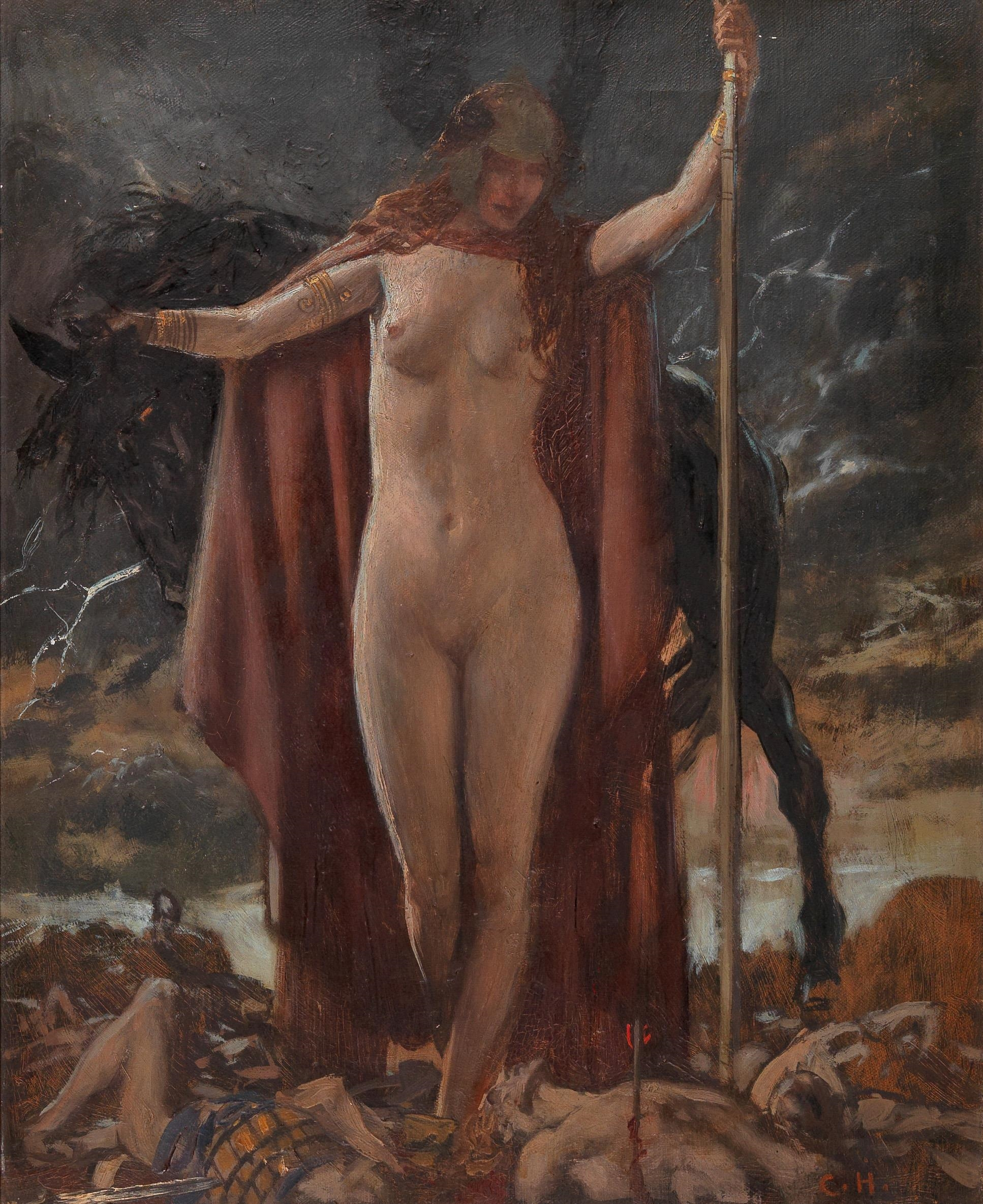
L'Amazone, vers 1900.

Hassmann étudie à partir de 1888 à l'académie des beaux-arts de Vienne avec Siegmund L'Allemand et à partir du 2 novembre 1892 à l'académie des beaux-arts de Munich auprès d'Otto Seitz et Carl von Marr.
Il passe la période de 1904 à 1911 aux États-Unis, où il conçoit les décors et les costumes du Théâtre allemand de New York. De retour à Vienne en 1911, il devient membre du Künstlerhaus et du Hagenbund. Pendant la Première Guerre mondiale, il travaille comme peintre de guerre. Il est principalement peintre d'histoire et crée des caricatures originales d'animaux ressemblant à des humains.